# Баррокас
Баррокас (порт. Barrocas) — муниципалитет в Бразилии, входит в штат Баия. Составная часть мезорегиона Северо-восток штата Баия. Входит в экономико-статистический микрорегион Серринья. Население составляет 13 083 человека на 2007 год. Занимает площадь 188,105 км². Плотность населения — 68,9 чел./км².
Праздник города — 30 марта.

## История
Город основан 30 марта 2000 года.

## Статистика
- Валовой внутренний продукт на 2003 год составляет 30 657 491,00 реалов (данные: Бразильский институт географии и статистики).
- Валовой внутренний продукт на душу населения на 2004 год составляет 7099,35 реалов (данные: Бразильский институт географии и статистики).